# Val Mingèr

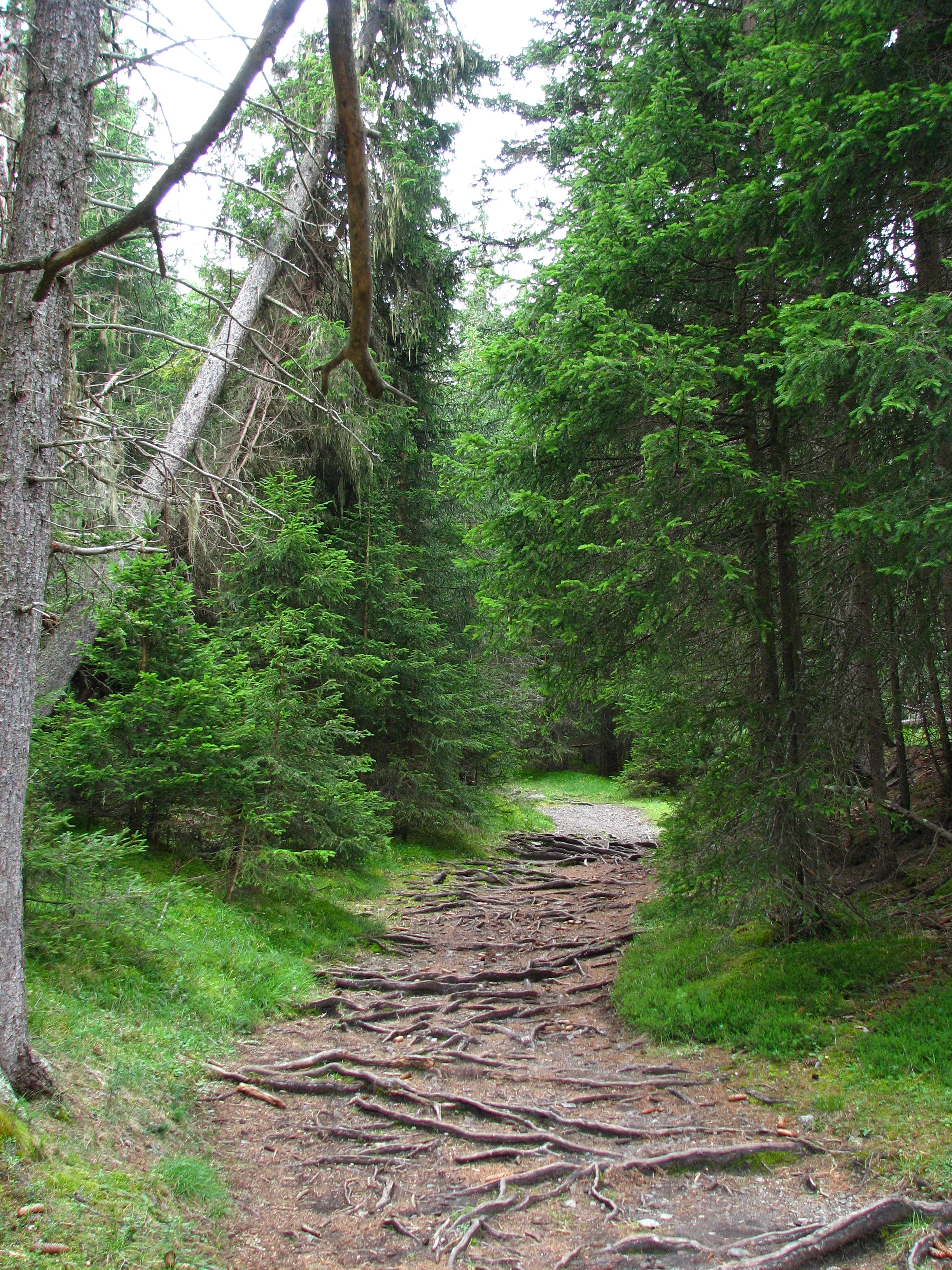
Bergwald am unteren Eingang der Val Mingèr.

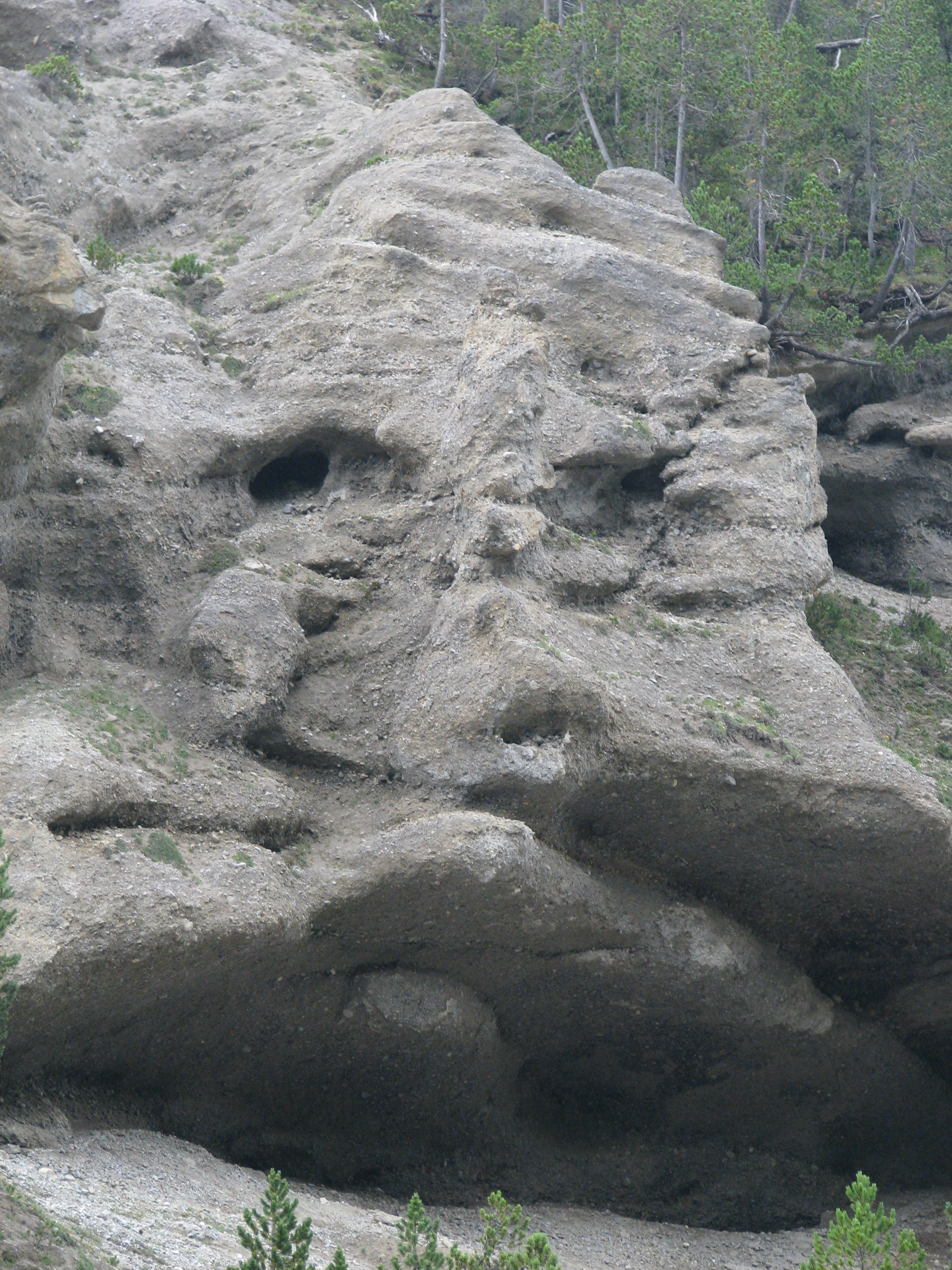
"Hexenkopf"-Formation am Eingang der Val Foraz.

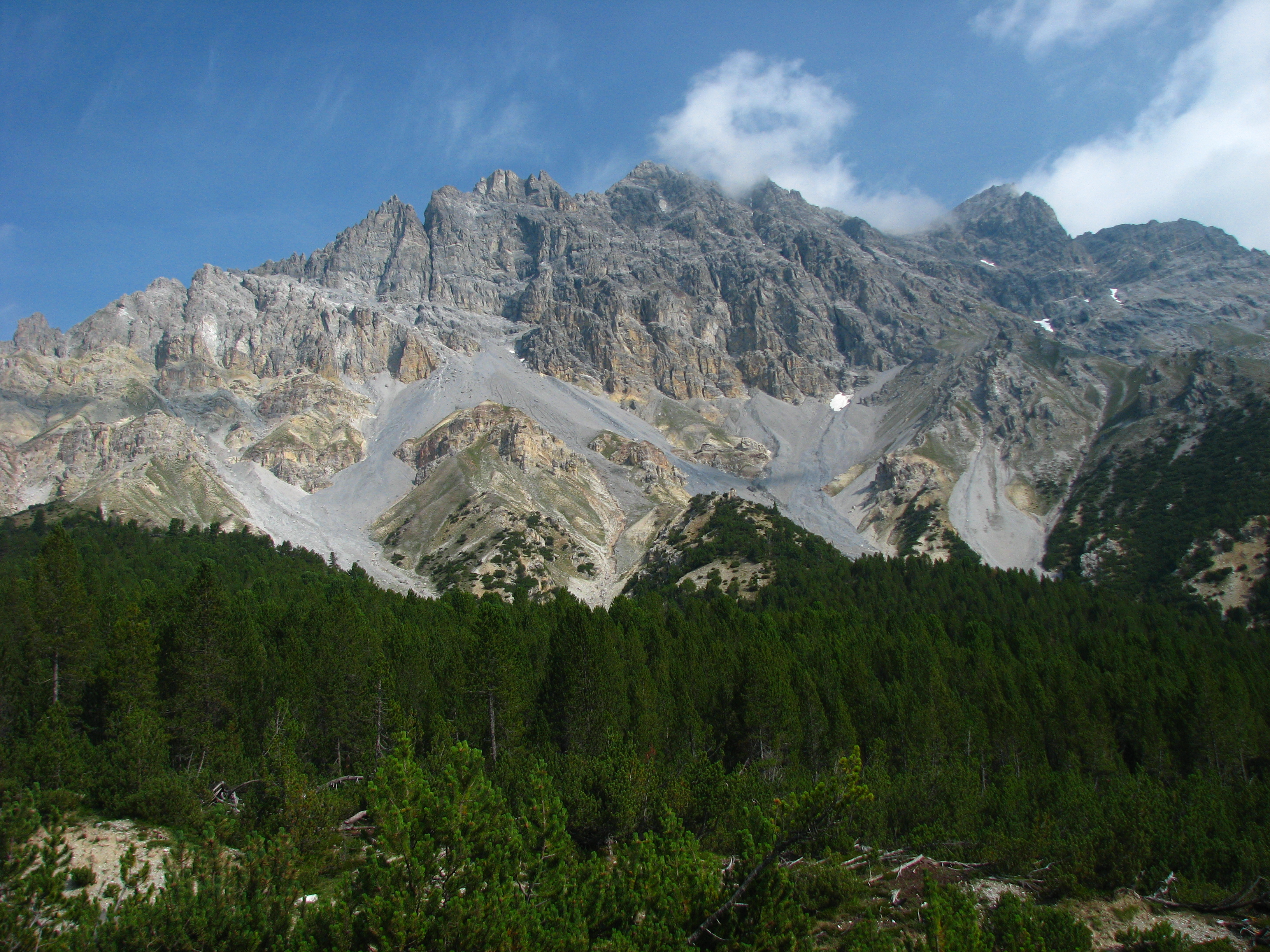
Pisoc-Gruppe aus der Val Mingèr betrachtet. In der Wolke (Bildmitte) der Piz dals Cotschens, rechts davon, ebenfalls mit Wolkenansatz, der Piz Mingèr.

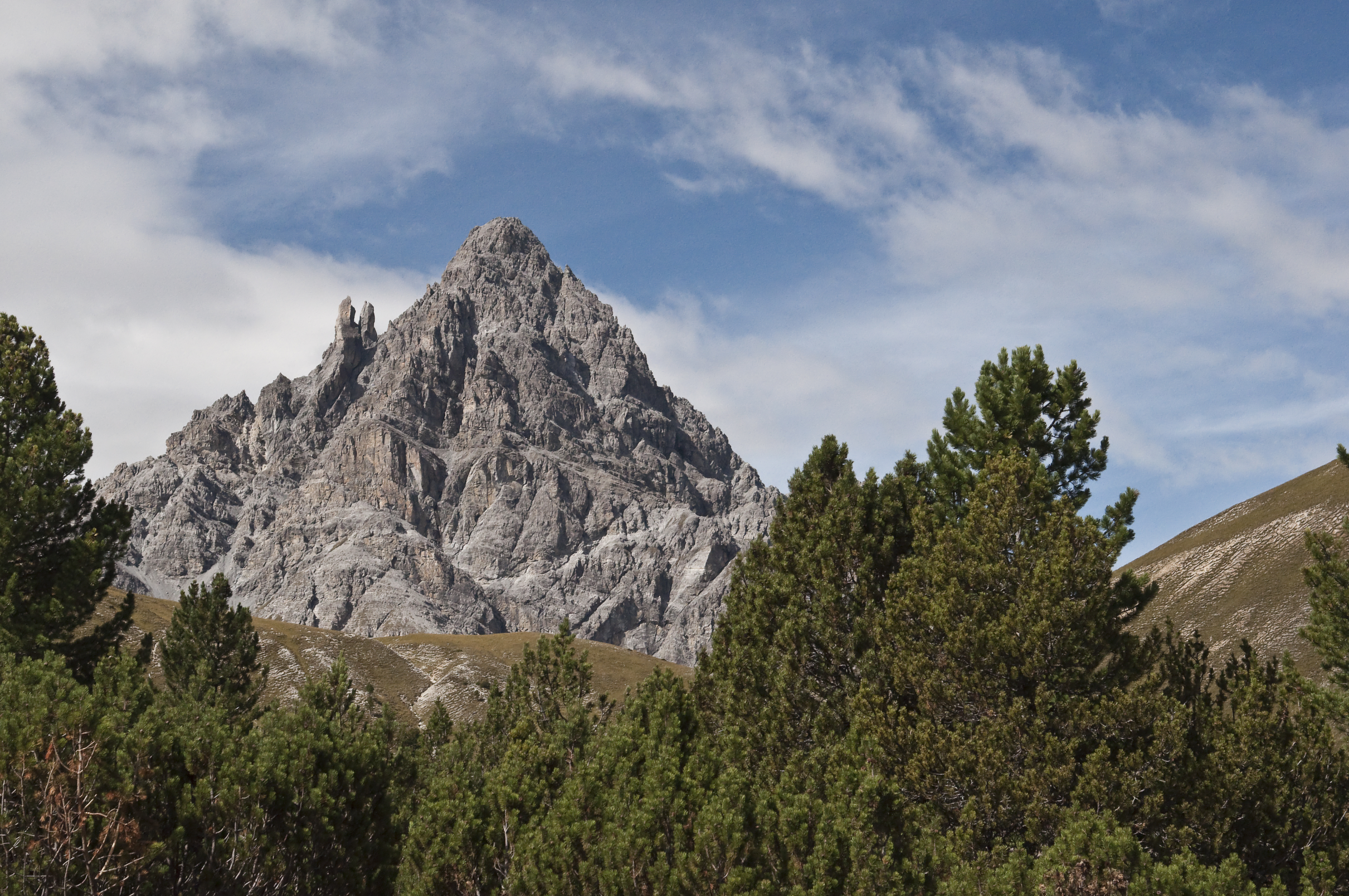
Piz Plavna Dadaint, Blickrichtung zum Sur il Foss. Im Vordergrund Arven.

Die Val Mingèr ([ˌvalminˈdʑeːr]ⓘ) ist ein entlegenes Tal der Gemeinde Scuol im Unterengadin. Historisch war das Tal wichtig für die Viehsömmerung und den Bergbau. Heute ist das Tal bekannt als Teil des Schweizerischen Nationalparks und als Wandergebiet.

## Name
Der Name des Val Mingèr (Aussprache ˌvalminˈʥɛːr, wörtlich Mingèr-Tal) leitet sich ab von rätoromanisch "minier" (Idiom Vallader, dt. Grubenarbeiter) und weist auf die historische Bedeutung des Tals im Bergbau. Mingèr existiert als Flurname mit gleicher Bedeutung auch für einen Hang unterhalb von Martina GR, und eine ähnliche Art der Namensgebung könnte auch für die Val Minor im Oberengadin zutreffen, wo im Mittelalter Silber und Blei abgebaut wurden.

## Lage
Die Val Mingèr liegt ca. 9 km südlich der Unterengadiner Ortschaft Scuol und ist ein von Südwest nach Nordost verlaufendes Seitental der Val S-charl. Das Tal beginnt beim Passübergang Sur il Foss (2317 m ü. M.) und endet bei der Mündung des Talbaches in die Clemgia auf 1670 m ü. M.. Das Tal hat ohne die Nationalpark-Gebiete Val Foraz und die linke Hälfte der vorderen Val S-charl eine Fläche von etwa 8 km², mit diesen Gebieten zusammen eine solche von 22,65 km².
In die Val Mingèr mündet, kurz vor der eigenen Mündung, von Süden her die Val Foraz, ein dem Publikum des Schweizerischen Nationalparks vollständig verschlossenes Tal, dessen Eingang der Hexenkopf, eine imposante, turmartige Felsstruktur mit Höhlen (Cuvels da Foraz, dt. Foraz-Höhlen) markiert.
Die Val Mingèr wird im Gegenuhrzeigersinn von den folgenden Gipfeln der Sesvenna-Gruppe umringt: Piz dals Vadès (3140 m ü. M.), Piz da la Crappa (3122 m ü. M.), Piz Mingèr (3114 m ü. M.), Piz dals Cotschens (3058 m ü. M.), Ils Chamins (2731 m ü. M.), Piz Foraz (3092 m ü. M.) und Mot Foraz (2429 m ü. M.).
Das Tal gliedert sich in den oberen Teil Mingèr Dadaint (Inner-Mingèr) und den unteren Teil Mingèr Dadora (Ausser-Mingèr).

## Tourismus
Die Val Mingèr war bereits 1911 Kandidat als zukünftiger Teil des 1914 gegründeten Schweizerischen Nationalparks. Seit der Gründung herrscht im ganzen Tal wie auch im übrigen Parkgebiet ein Weggebot sowie ein Schneeschuh-Verbot.
Der Taleingang kann im Sommer von Scuol aus mit dem Postauto in 25 Minuten erreicht werden. Abgesehen vom gut ausgebauten Wanderweg von der Clemgia-Brücke bis zum Sur il Foss (Passübergang in die Val Plavna am oberen Talende) sowie einem offiziellen Rastplatz (Bänke, Tische, keine Bewirtschaftung) wenige hundert Meter oberhalb der Nationalparkstation Alp Mingèr Dadaint ist das Tal touristisch nicht erschlossen. Es bestehen weder Verpflegungs- noch Übernachtungsmöglichkeiten im Tal.

## Flora
Die das Tal umgebenden Berge bilden die für Hauptdolomit typischen grossen, beweglichen Schuttkegel, die für die Pflanzen eher schwierig zu besiedeln sind. Legföhren sind die am ehesten geeigneten Bäume, um diesen Untergrund zu besetzen, was ihnen stellenweise gelingt.
Im Bereich der Alp Mingèr Dadora prägen Bergföhren, Fichten und Lärchen das Erscheinungsbild. Mit zunehmender Höhe weichen Fichte und Lärche der Arve. In den Arvenwäldern ist der Tannenhäher zu beobachten, der sich unter anderem von den Nüssen der Arve ernährt.
Die rechte (südliche) Talseite ist steiler und schattiger als die linke Talseite und birgt höhere Anteile an Fichten und Arven.
In der Val Mingèr Dadaint herrschen Rasengesellschaften vor, jedoch mit Arven- und Bergföhrenpionieren im Krummholz-Gürtel bis ca. 2300 m ü. M., also fast bis zum Talende bei Sur il Foss. Diese Baumgrenze ist für das Engadin typisch. Der obere Teil der Val Mingèr Dadaint wurde von der massiven Abholzung zur Zeit des Bergbaus grossenteils verschont (siehe Abschnitt "Holznutzung").

## Fauna
In der Val Mingèr (einschliesslich Val Foraz) gibt es dauerhaft ca. 100 Gämsen und ca. 360 Rothirsche.  Wichtiger Tageseinstand für die Rothirsche ist die Val Foraz. Sein typisches Brunftgebiet sind die Abhänge des Piz dals Cotschens im hinteren Teil des Tales, Zeitpunkt ist jeweils die zweite Hälfte des Septembers.
Der Steinbock kommt im Tal als Dauerbewohner nicht vor.
Murmeltiere können im Tal gut beobachtet werden, auch in unmittelbarer Nähe des offiziellen Nationalpark-Rastplatzes.
Das letzte Mal, dass in der Schweiz ein Braunbär geschossen wurde, war 1904 in der Val da la Chalchera in der Südostflanke des Piz Pisoc, an unmittelbarer Grenze der Val Mingèr also.

## Historische Nutzung

### Alpwirtschaft
Die Alp Plavna dadora (1715 m ü. M.) wurde früher von Scuol verpachtet, war jedoch 1916, zwei Jahre nach der Gründung des Schweizerischen Nationalparks, unbenutzt und verlassen. Die Alp liegt am Plan Mingèr, der ersten Lichtung des Wanderwegs durch das Tal vom unteren Talende her betrachtet.
Die Alp Plavna dadaint (2160 m ü. M.) wurde früher für die Sömmerung von Schafen genutzt. Die Alphütte lag wenige Meter vom heutigen Rastplatz entfernt. Auch diese Hütte existierte 1916 nicht mehr.

### Bergbau
Am Mot Foraz wurde in früheren Jahrhunderten Bergbau betrieben. Über drei Stolleneingänge südöstlich der Alp Mingèr Dadaint auf 2410 m ü. M. wurde Bleiglanz gewonnen. Im 19. Jahrhundert existierten noch Trümmer einer Berghütte, Reste der verschütteten Stollen und von Schlacken, heute sind diese Spuren praktisch verloren.
Die Bergbaustation am Mot Foraz steht im Zusammenhang mit dem Bergbau am Mot Madlain (wörtlich Metallhügel) im benachbarten S-charl, der bis ins 19. Jahrhundert betrieben wurde. Auch weiter unten im Clemgia-Tal, bei Sasstaglià, wurden Erze abgebaut.

### Holznutzung und Köhlerei
Holz war als Rohstoff nicht nur für den Bau und das Heizen wichtig, sondern stand gerade auch im Unterengadin stets in engem Zusammenhang mit dem Bergbau. Während die Wälder des Haupttals zum Teil als Schutzwälder gepflegt werden mussten, wurde das Holz der unbewohnten Val Mingèr, nicht unähnlich zum nahen Tamangur, bedenkenlos geschlagen. In der Val Mingèr wurde das Holz zu Holzkohle verarbeitet, die verschiedene Vorteile bei der Verwendung im nahen Bergbau hatte: Höhere Temperaturen bei der Verbrennung, Verhinderung des Rotbruchs bei der Eisenverarbeitung, geringeres Transportgewicht (ca. ein Viertel). Die Köhlerei kann noch heute anhand von Stellen geschwärzten Bodens nachgewiesen werden. Der stark von der Bergföhre, einem Pionierholz, geprägte unterste Teil des Tales ist eine Folge der massiven Übernutzung zur Blütezeit des Bergbaus.

## Nationalpark-Aktivitäten

### Parkschutz
Der Schweizerische Nationalpark besitzt auf der Alp Mingèr Dadaint eine Parkwächterhütte, etwa 500 m nordöstlich vom Rastplatz in einer Waldlichtung abseits des Wanderwegs. Der Energiebedarf der Hütte wird photovoltaisch gedeckt.
Die Besucherzahlen der Val Mingèr unterstehen dem Monitoring des Schweizerischen Nationalparks. Gegenwärtig liegen die Zahlen bei ca. 8000 Personen pro Sommer.

### Forschung
Forschung war und ist eines der Teilziele des Schweizerischen Nationalparks.
Ca. 100 m östlich des offiziellen Rastplatzes werden zu Forschungszwecken Wiesenstücke mit Zäunen vor Wildfrass geschützt und mit ungeschützten Flächen verglichen, damit der Einfluss des Wildfrasses ermittelt werden kann.
2011 wurde in der Val Mingèr eine neue Waldameisen-Art entdeckt. Ihr vorläufiger wissenschaftlicher Name lautet Formica helvetica.

## Geschichte
Der französische General Claude-Jacques Lecourbe, seit November 1798 Teil der "Armee Helvétie" von Napoleon, kämpfte mit seinen Truppen im Rahmen des Ersten Napoleonischen Kriegs seit dem Frühjahr 1799 im Engadin und stiess bis Martinsbruck vor. Dort hätten sie gegen die Österreicher unter Laudon und Bellegarde kämpfen sollen. Die Österreicher versuchten, aus dem Val S-charl heraus die vorrückenden französischen Truppen bei Scuol abzuschneiden. Im Rahmen dieser Kriegshandlungen entstand beim Übergang Sur il Foss (dt. Oberhalb des Grabens) ein langer, noch heute sichtbarer Verteidigungsgraben der Österreicher sowie ein ähnlicher Graben der Franzosen am unteren Talende.